# Копать, Владимир Николаевич
Влади́мир Никола́евич Ко́пать (бел. Уладзімір Мікалаевіч Копаць; род. 23 апреля 1971, Минск) — советский и белорусский хоккеист, левый защитник; тренер. Заслуженный мастер спорта Республики Беларусь (2002).

## Биография

### Клубная карьера
Выступал за «Динамо» (Минск), «Тивали» (Минск), «Авангард» (Омск), «Торпедо» (Ярославль), «Северсталь» (Череповец), СКА (Санкт-Петербург), «Нефтехимик» (Нижнекамск), «Крылья Советов» (Москва), «Керамин» (Минск), «Юность» (Минск), «Гомель».

### Карьера в сборной
В составе национальной сборной Белоруссии провёл 122 матча (10 голов, 26 передач), участник зимних Олимпийских игр 2002, участник квалификационного турнира зимних Олимпийских игр 2002; участник чемпионатов мира 1994 (группа C), 1995 (группа C), 1996 (группа B), 1999, 2000, 2001, 2002 (дивизион I), 2003, 2005 и 2006.
На зимних Олимпийских играх 2002 года именно его шайба в 1/4 финала принесла Беларуси сенсационную победу над Швецией со счётом 4:3 — за 2,5 минуты до конца третьего периода при счёте 3:3 Копать нанёс бросок из средней зоны, шайба летела выше ворот, но вратарь шведов Томми Сало неловко пытался поймать её и закинул себе за спину и в сетку ворот. Сам Копать через 15 лет после того матча заявил, что шайба сначала срикошетила в клюшку шведского защитника, затем попала в маску вратаря Томми Сало и закатилась в ворота, хотя на видеозаписи видно, что защитник шведов Маркус Рагнарссон (№ 10) шайбы не касался.

### Карьера тренера
С февраля 2011 по 2013 старший тренер «Гомель» (Экстралига, Беларусь). С 2013 по 2016 ассистент главного тренера «Динамо-Минск» (КХЛ). В сезоне 2017-2018 - ассистент главного тренера «Амура» (Хабаровск, КХЛ). С июля 2018 года в составе тренерского штаба клуба «Барыс» (Астана, КХЛ).
В сезоне 2016-2017 ассистент главного тренера юниорской (до 18 лет) и молодёжной (до 20 лет) сборных Белоруссии. На отдельных турнирах входил в состав тренерского штаба национальной сборной Белоруссии.
Перед началом сезона-2024/25 возглавил клуб «Гомель», дебютировав в роли главного тренера. Под руководством Копатя команда вышла в полуфинал плей-офф Экстралиги, уступив в серии «Витебску» со счетом 3-4. 2 мая 2025 года Копать покинул пост главного тренера команды. 
Летом 2025 года стал тренером защитников в команде ЦСК ВВС.

## Достижения
- Чемпион СССР среди юниоров (1990);
- Бронзовый призёр Спартакиады народов СССР (1990);
- Чемпион России (1997);
- Бронзовый призёр чемпионата России (1998, 2001)
- Чемпион ВЕХЛ (2003, 2004);
- Обладатель Континентального кубка (2007);
- Чемпион Белоруссии (1993, 1994, 1995, 2005, 2006);
- Серебряный призёр чемпионата Белоруссии (2009);
- Бронзовый призёр чемпионата Белоруссии(2010);
- Обладатель Кубка Белоруссии (2004);